# Gran Premio motociclistico di Francia 1963
Il Gran Premio motociclistico di Francia fu il terzo appuntamento del motomondiale 1963.
Si svolse il 2 giugno 1963 sul circuito di Clermont-Ferrand. Erano in programma tutte le classi tranne 350 e 500; le gare di 250 e sidecar furono annullate a causa della fortissima nebbia - la visibilità si era ridotta a non più di 30 metri - levatasi in seguito a un temporale (mentre le altre classi si erano svolte con il sole). Nelle prove della 250 era morto il francese Marcelin Herranz.
In 50 vittoria per la Kreidler di Hans-Georg Anscheidt, mentre in 125 il primo posto fu appannaggio della Suzuki di Hugh Anderson.

## Classe 125

### Arrivati al traguardo
| Pos. | Pilota               | Moto    | Tempo     | Punti |
| ---- | -------------------- | ------- | --------- | ----- |
| 1    | Hugh Anderson        | Suzuki  | 53' 47" 1 | 8     |
| 2    | Jim Redman           | Honda   | +38"      | 6     |
| 3    | Luigi Taveri         | Honda   | +52" 5    | 4     |
| 4    | Frank Perris         | Suzuki  | +53" 1    | 3     |
| 5    | Tommy Robb           | Honda   | +1' 39" 8 | 2     |
| 6    | Ernst Degner         | Suzuki  | +1' 53" 8 | 1     |
| 7    | Jean-Pierre Beltoise | Bultaco | +3' 55" 7 |       |
| 8    | Dave Simmonds        | Tohatsu | +1 giro   |       |
| 9    | Peter Eser           | Honda   | +1 giro   |       |
| 10   | Juan García          | Lube    | +1 giro   |       |

## Classe 50
21 piloti alla partenza, 12 al traguardo.

### Arrivati al traguardo
| Pos. | Pilota               | Moto     | Tempo     | Punti |
| ---- | -------------------- | -------- | --------- | ----- |
| 1    | Hans-Georg Anscheidt | Kreidler | 39' 46" 3 | 8     |
| 2    | Ernst Degner         | Suzuki   | +22" 6    | 6     |
| 3    | Michio Ichino        | Suzuki   | +23" 6    | 4     |
| 4    | José Maria Busquets  | Derbi    | +1' 13" 7 | 3     |
| 5    | Jean-Pierre Beltoise | Kreidler | +2' 31" 6 | 2     |
| 6    | Alberto Pagani       | Kreidler | +3' 53" 1 | 1     |

## Fonti e bibliografia
- El Mundo Deportivo, 3 giugno 1963, pag. 3.
- L'Unità, 3 giugno 1963, pag. 9
- Risultati della 125 su gazzetta.it, su xml.temporeale.gazzetta.it.